# Oderské vrchy
Oderské vrchy är en bergskedja i Tjeckien. Den ligger i den östra delen av landet, 230 km öster om huvudstaden Prag.
Oderské vrchy sträcker sig 16,6 km i öst-västlig riktning. Den högsta toppen är Fidlův Kopec, 682 meter över havet.
Topografiskt ingår följande toppar i Oderské vrchy:
- [[(Na Olomouckém kopci [Libavá]) (kulle i Tjeckien) (kulle i Tjeckien)]]
- [[(U Posedu [Libavá]) (kulle i Tjeckien) (kulle i Tjeckien)]]
- Fidlův Kopec
- [[Olomoucký vrch [Libavá]]]
- Růžový Kopec
- [[Růžový vrch [Libavá: Kozlov]]]
- Strážná